# Федотов, Сергей Павлович
Сергей Павлович Федотов (11 января 1961, Пермь) — заслуженный артист РФ, заслуженный деятель искусств РФ, режиссёр, создатель и художественный руководитель пермского театра «У моста».  
Лауреат Национальной премии Чехии, дважды лауреат краевой премии в сфере культуры, лауреат национальной премии «Золотая маска», лауреат премии Правительства РФ имени Фёдора Волкова за вклад в развитие театрального искусства Российской Федерации (2012), Лауреат Строгановской премии.  
В 2004 году за постановку «Собачье сердце» (М. Булгаков) был признан лучшим режиссёром Чехии и стал первым иностранцем в истории национальной премии, удостоенным этой высшей награды. В марте 2006 года министр культуры Чехии вручил Сергею Федотову приз газеты «Пражские новости» за особый вклад в чешскую культуру. 11 января 2011  года в день своего 50-летия Федотов был удостоен чешской  медали им. Езефа Юнгмана.  
Его постановки получили более 20 гран-при международных фестивалей: «Золотой лев» (Украина), «Молодой театр» (Латвия), «Белая дама» (Эстония), «Театральные поиски» (Германия), «Столкновения театров» (Польша), «Экспериментальный театр» (Австрия), «Театры европейского региона» (Чехия) и других. Спектакль «Сиротливый запад» (М. МакДонах) стал номинантом национальной театральной премии «Золотая маска» и был показан в Москве как один из лучших спектаклей России 2008 года. 
В 2010 году спектакль «Калека с Инишмана» стал лауреатом национальной театральной премии «Золотая маска», получив специальный приз жюри.
Пермский театр «У моста» был участником 196 российских и международных фестивалей. Федотовым поставлено более 200 спектаклей в России и за рубежом. 15 постановок в Чехии (Прага, Градец-Кралове, Карловы Вары, Брно, Острава и т. д.), 8 спектаклей в Польше (Еленя-Гура, Быдгощ, Гожув-Великопольский и т. д.), в Санкт-Петербурге, Киеве, Нальчике, Новосибирске, Челябинске, Самаре и других.

## Биография
Родился в городе Пермь. Высшее профессиональное образование получил в Пермском институте искусства и культуры на режиссёрском отделении. Созданная в 1983 году Сергеем Федотовым Нытвенская молодёжная театральная студия «первой генеральной репетицией» будущего Театра «У Моста». Именно здесь начались художественные эксперименты Сергея Федотова и поиски собственного режиссёрского языка. Очень скоро яркие, оригинальные по режиссёрской и актёрской манере, постановки Федотова стали известны не только в Перми. Зрители из разных городов России специально приезжали на эти спектакли. 
С 1984 по 1986 годы Федотов проходит службу в армии на Дальнем Востоке под Хабаровском, где организует первый в России солдатский театр. По окончании службы он получает приглашение на работу в Пермский государственный институт искусств в качестве преподавателя на режиссёрский факультет. В 1988 году «нытвенские» и «дальневосточные» репетиции завершились открытием в Перми нового театра — первого мистического Театра в России — «У Моста».

## Художественный метод
Исключительность художественного системы театра «У Моста» строится, прежде всего, на сочетании школ Михаила Чехова, Ежи Гротовского и эстетики Антонена Арто, то есть системах, направленных на развитие психофизики актёра, его способности работать с внутренней энергией. Раскрытие возможностей подсознания, психологическое погружение в себя, на которых основана атмосфера спектаклей Федотова и его работа с актёрами на репетициях — это только одна из составляющих мистической природы театра «У Моста».
Мистик, фантаст Федотов предложил зрителям новые игровые отношения, новую актёрскую манеру, неординарную, парадоксальную, гротесковую, создающую возможность для инфернального существования актёров на сцене. При этом категории «мистического» и «инфернального» понимаются режиссёром в традициях Е. Гротовского и А. Арто, они становятся синонимами той особой «ритуальности», о которой писал польский теоретик театра, или по мысли А. Арто, «живого подлинного театра», сверхзадача которого состоит в «обнаружении истинного смысла человеческого существования через разрушение случайных форм» (А. Арто. Театр и его Двойник)
Для Федотова театр не является только «условностью», только пространством для встречи «просвещённых людей»: «одних, занимающихся сложением слов и жестов, и других, знающих, что в театр полагается ходить» (Е. Гротовский. Театр и ритуал). Единственный способ преодоления этого — возвращение театра к его ритуальной природе, древнему прообразу живого диалога между актёрами и зрителями. Спектакли Сергея Федотова выстроены в логике, возвращающей к сакральности живого взаимодействия, почти «первобытного» обмена энергией между сценой и зрительным залом.
Важной особенностью постановок театра «У Моста» оказывается их выстроенность относительно фигуры актёра — самого сложного режиссёрского инструмента в диалоге со зрителем.

«Когда работаю с артистами, я не загоняю их в рамки заготовленного рисунка и какой-то определённой концепции. Мне интересно колдовать, шаманить, сочинять вместе с ними. Актёры импровизируют, играют этюды, а я размышляю. В результате получается нечто такое, о чём актёры и не подозревали. В нашей системе актёры играют не столько роли, сколько спектакль».

Именно игра актёров внутри единого ансамбля создаёт многоуровневую структуру спектакля. Режиссёр выстраивает сценический мир так жёстко, что актёр становится его органической частью, начинает чувствовать негласные законы существования конкретной истории, благодаря которым не искажается ни жанровая составляющая, ни логика событий, ни художественный мир автора.

«Сергей Федотов - магистр театра. Он в профессии и профессия в нём. Непостижимым для меня образом Сергей Федотов мастерски кристаллизует жанр и вводит его каким-то одному ему известным способом инъекции в актёрскую душу. И созданный им мир начинает дышать, пульсировать и засасывать нас, зрителей, в своё магическое пространство».

Такое внимание к литературному тексту в театре «У Моста» отчасти является следованием театральному методу Анатолия Эфроса, для которого спектакль — это, прежде всего, постижение природы чувств и художественного мира автора. В постановках Федотова и в процессе его репетиций фигура драматурга и сохранение границ его мира становятся главной целью работы.